# Seena Owen
Pour les articles homonymes, voir Owen.
Seena Owen est une actrice et scénariste américaine, née Signe Auen le 14 novembre 1894 à Spokane (État de Washington) et morte le 15 août 1966 à Los Angeles — Quartier d'Hollywood (Californie).

## Biographie

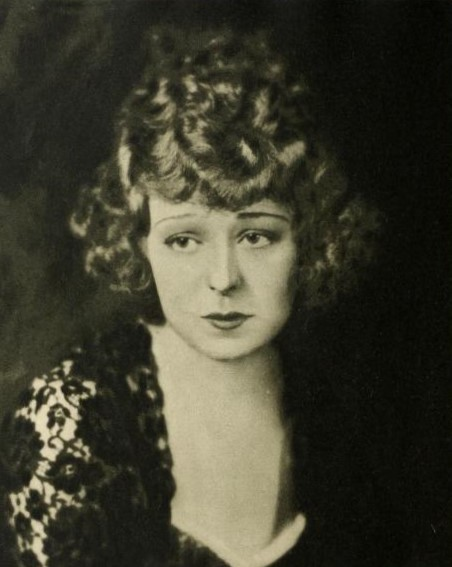
En 1924

Née de parents d'origine danoise émigrés aux États-Unis, Signe Auen débute au cinéma sous son nom de naissance, dans des courts métrages sortis en 1914 et 1915. Adoptant alors le pseudonyme de Seena Owen, elle contribue en tout à soixante-quatre films muets américains, les deux derniers sortis en 1929 (dont le film inachevé La Reine Kelly d'Erich von Stroheim, avec Gloria Swanson et Walter Byron). S'y ajoute le film britannique The Great Well (en) d'Henry Kolker (avec Thurston Hall), sorti en 1924.
Entretemps, elle apparaît notamment dans Intolérance de D. W. Griffith (1916, avec Lillian Gish et Mae Marsh), Le Secret du bonheur de Maurice Tourneur (1919, avec Jack Holt et Wallace Beery), La Vengeance de Black Billy de John Ford (western réputé perdu, 1919, avec Harry Carey), ou encore Le Visage dans le brouillard d'Alan Crosland (1922, avec Lionel Barrymore et Lowell Sherman).
Après son unique film parlant sorti en 1932 (Officer Thirteen de George Melford, avec Monte Blue et Lila Lee), Seena Owen revient au cinéma comme scénariste (ou auteur de l'histoire originale), avec neuf autres films américains sortis de 1935 à 1947. Mentionnons Romance burlesque de George Archainbaud (1937, avec James V. Kern) et Aloma, princesse des îles d'Alfred Santell (1941, avec Dorothy Lamour et Jon Hall).
Seena Owen est la sœur de l'actrice et scénariste Lillie Hayward (née Lillian Auen, 1891-1977).

## Filmographie partielle
(films américains, sauf mention contraire)

### Comme actrice

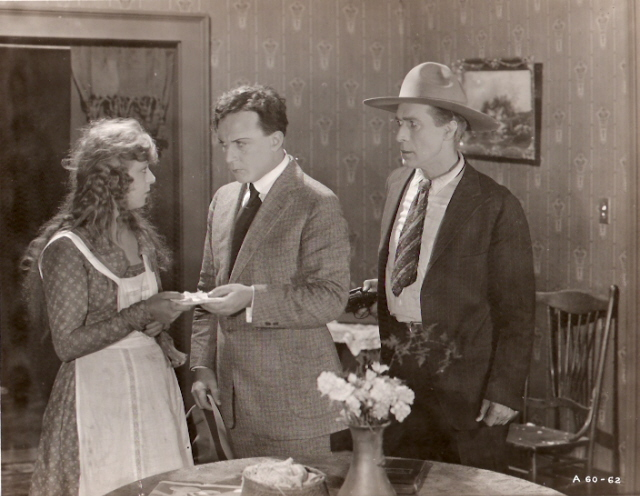
Seena Owen, Arthur Shirley et William S. Hart dans Branding Broadway (1918)

- 1914 : Environment de Christy Cabanne (court métrage) : Bella Cortright
- 1914 : The Old Fisherman's Story de John B. O'Brien (court métrage) : Mary Cresswood
- 1915 : An Old-Fashioned Girl de Donald Crisp (court métrage) : Bertha
- 1915 : An Image of the Past de Tod Browning (court métrage) : Jessie Curtis Dexter
- 1915 : The Forged Testament de George Nichols (court métrage) : rôle non-spécifié
- 1915 : The Fox Woman de Lloyd Ingraham : Alice Carroway / Ali-San
- 1915 : The Mystic Jewel de Jack Conway (court métrage) : Amy
- 1915 : A Yankee from the West de George Siegmann : Gunhild
- 1915 : Le Timide (The Lamb) de Christy Cabanne : Mary
- 1915 : Little Marie (court métrage) de Tod Browning
- 1915 : Bred in the Bone de Paul Powell (court métrage) : La star
- 1916 : Martha's Vindication de Chester M. Franklin et Sidney Franklin : Dorothea
- 1916 : Intolérance (Intolerance : Love's Struggle Throughout the Ages) de D. W. Griffith : La princesse bien-aimée
- 1917 : A Woman's Awakening de Chester Withey : Paula Letchworth
- 1917 : Madame Bo-Peep de Chester Withey : Octavia
- 1918 : Branding Broadway de William S. Hart : Mary Lee
- 1919 : Breed of Men de Lambert Hillyer : Ruth Fellows
- 1919 : Pour venger son père (The Sheriff's Son) de Victor Schertzinger : Beulah Rutherford
- 1919 : La Vengeance de Black Billy (Riders of Vengeance) de John Ford : La fille
- 1919 : The City of Comrades d'Harry Beaumont : Regina Barry
- 1919 : La Ligne de vie (The Life Line) de Maurice Tourneur : Laura
- 1919 : A Fugitive from Matrimony d'Henry King : Barbara Riggs
- 1919 : Le Secret du bonheur (Victory) de Maurice Tourneur : Alma
- 1920 : Sooner or Later de Wesley Ruggles : Edna Ellis
- 1920 : The Price of Redemption de Dallas M. Fitzgerald : Jean Dering
- 1921 : Lavender and Old Lace de Lloyd Ingraham : Ruth Thorne
- 1921 : La Naufragée (The Woman God Changed) de Robert G. Vignola : Anna Janssen
- 1922 : Le Repentir (Back Pay) de Frank Borzage : Hester Bevins
- 1922 : Sisters d'Albert Capellani : Alix Strickland
- 1922 : Le Visage dans le brouillard (The Face in the Fog) d'Alan Crosland : Grande Duchesse Tatiana
- 1923 : Unseeing Eyes d'Edward H. Griffith : Miriam Helston
- 1923 : The Leavenworth Case de Charles Giblyn : Eleanor Leavenworth
- 1924 : The Great Well d'Henry Kolker (film britannique) : Camilla Challenor
- 1925 : L'Appât de l'or (The Hunted Woman) de Jack Conway : Joanne Gray
- 1925 : Faint Perfume de Louis J. Gasnier : Richmiel Crumb
- 1926 : Shipwrecked de Joseph Henabery : Lois Austin
- 1926 : The Flame of the Yukon de George Melford : The Flame
- 1928 : The Blue Danube de Paul Sloane : Helena Boursch
- 1928 : His Last Haul (en) de Marshall Neilan : Blanche
- 1928 : The Rush Hour d'E. Mason Hopper : Yvonne Dorée
- 1929 : La Reine Kelly (Queen Kelly) d'Erich von Stroheim (film inachevé) : Reine Regina V
- 1929 : The Marriage Playground de Lothar Mendes : Rose Sellers
- 1932 : Officer Thirteen de George Melford : Trixi Du Bray

### Comme scénariste
(sauf mention contraire ou complémentaire)
- 1935 : La Dernière Rumba (Rumba) de Marion Gering (histoire originale)
- 1937 : Clarence de George Archainbaud
- 1937 : Romance burlesque (Thrill of a Lifetime) de George Archainbaud (+ histoire originale)
- 1937 : This Way Please de Robert Florey
- 1941 : Aloma, princesse des îles (Aloma of the South Seas) d'Alfred Santell (+ histoire originale)
- 1942 : L'Inspiratrice (The Great Man's Lady) de William A. Wellman (histoire originale)
- 1944 : Lona la sauvageonne (Rainbow Island) de Ralph Murphy (histoire originale)
- 1947 : Carnegie Hall d'Edgar G. Ulmer (histoire originale)

## Galerie photos

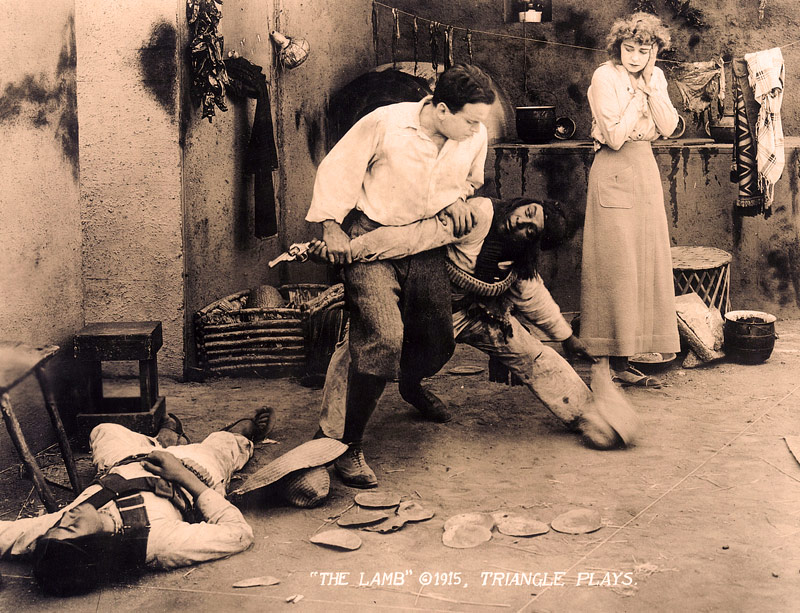
Avec Douglas Fairbanks, dans The Lamb (1915)
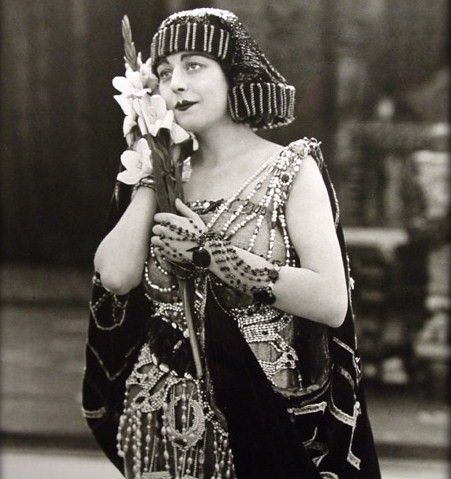
Dans Intolérance (1916)
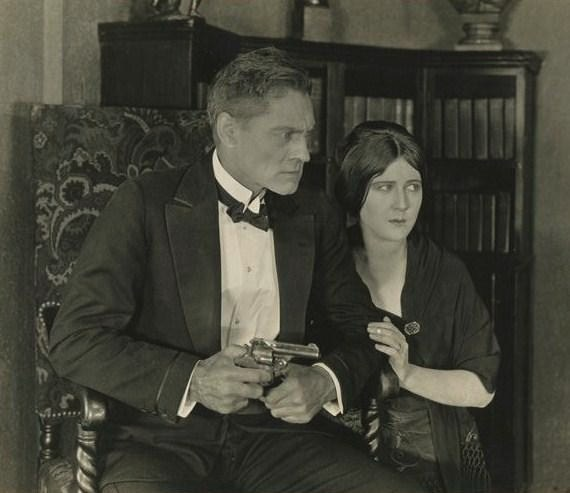
Avec Lionel Barrymore, dans Le Visage dans le brouillard (1922)